# Frutak
Frutak (cyr. Фрутак) – wieś w Czarnogórze, w gminie Danilovgrad. W 2011 roku liczyła 97 mieszkańców.